# Чувашия
Република Чувашия, накратко Чувашия (чув. Чӑваш Республики, Чъваш Республики, Çovaş Respupliki, چآۋاش رەسپوپلېكې) е субект на Руската Федерация, разположена в източната част на Европейска Русия, в Приволжкия федерален окръг и Волго-Вятски икономически район. Площ 18 343 km2 (75-о място в Руската Федерация, 0,11% от територията ѝ), население към 1 януари 2017 г. 1 235 863 души (41-во място в Руската Федерация, 0,84%). Столица е град Чебоксари. Разстоянието от Москва до Чебоксари е 768 km.

## Историческа справка
Предците на чувашите са били прабългарите и савирите, тюркски племена, пребивавали в Северен Кавказ през V-VIII век. През VII век част от прабългарите заминават за Балканите, където заедно с местните славяни създават съвременна България. Друга част се премества в региона на Средна Волга (вж. Волжка България), където прабългарското население, което не е приело исляма, е основата на чувашкия народ.
По време на монголското нашествие във Волжка България, степният народ савири (сувари) мигрира на север, където са живели фински племена, като мордовци и марийци. Чувашите твърдят, че са потомци на тези сувари, които се асимилират с марийци. През 1242 г. те стават васали на Златната орда. По-късно монголските и татарските владетели не се намесват вътрешни работи на местните, стига ежегодно да се плаща данък на Сарай. Когато силата на Златната орда започна да намалява, местният волжки татарин Мурзас от Пиана и Темников се опитват да управляват района на Чуваш.
По време на завоевателната война на Иван Грозни срещу Казанското ханство, през август 1552 г. князете Чуваш Орсей и Мари Аккар Токари се заклеват в лоялност към Велико московско княжество при Алатир на река Сура. Между 1650 и 1850 г. Руската православна църква изпраща мисионери, говорещи чувашки, да се опитат да покръстят чувашите в православната вяра. Група от тези мисионери създават писмен чувашки език. Повечето от чувашите, останали в района, стават православни християни, но някои остават езичници.
На територията на Чувашия са построени градовете-крепости Чебоксари (за първи път споменат в летописите през 1469 г., основан като град-крепост през 1555 г.), Алатир (1780 г.), Цивилск (1584 г.), Ядрин (1590 г.), които се развиват и като търговско-занаятчийски центрове. През XVII век се заселват наново южните и югозападните части на Чувашия, които са били изоставени през XV век покрай разбойническите нападения на ногайците и различни къпчакски племена.
На 15 май 1917 г. чувашите се присъединяват към идел-уралското движение, а през декември 1917 г. се присъединяват към краткотрайно просъществувалата иделско-уралска държава, когато е постигнато споразумение с татарстанските представители за очертаване на източната граница на Чувашия при река Свияга. През 1918 – 1919 г. Руската гражданска война обхваща района. Войната завършва с победа за болшевиките. За да получи подкрепа от местното население, Ленин нарежда да се създаде Чувашка държава в рамките на Руската СФСР. На 24 юни 1920 г. се образува Чувашката автономна област (Чувашка трудова комуна (автономно областно обединение)), която през април 1925 г. е преобразувана в Чувашката АССР. На 24 октомври 1990 г. е провъзгласена Чувашката ССР в рамките на ОНД, а на 13 февруари 1992 г. – Чувашката Република като субект на Руската Федерация.

## Географска характеристика
Република Чувашия е разположена в източната част на Източноевропейската равнина, покрай десния бряг на река Волга (само една малка част се намира на левия бряг). На запад граничи с Нижегородска област, на север – с Република Марий Ел, на изток и югоизток – с Република Татарстан, на юг – с Уляновска област и на югозапад – с Република Мордовия. В тези си граници заема площ от 18 343 km2 (75-о място в Руската Федерация, 011% от територията ѝ).
Почти цялата територия на Чувашия е заета от североизточните части на Приволжкото възвишение, т.нар. Чувашко плато (175 – 227 m н.в.), което е силно разчленено от дълбоки дерета и оврази (гъстотата на разчленеността на север достига до 0,5 – 0,9 km/km2) и стръмно се спуска към бреговете на Волга. На запад и югозапад Чувашкото плато постепенно се понижава към дълбоката долина на река Сура. На левия бряг на Волга, т.нар. Заволжие в пределите на Чувашия попада част от Марийската низина (50 – 70 m н.в.), изпъстрена с пясъчни валове с водно-ледников произход, блата и торфища.
Републиката е разположена в умерения климатичен пояс и има умерено-континентален климат, с умерено студена зима и топло лято. Средна януарска температура -12,7 °C, средна юлска 19,3 °C. Годишната сума на валежите е 450 – 500 mm като 70% от тях падат през топлия период. Продължителността на вегетационния период (минимални денонощни температури над 10 °C) 180 денонощия.
Речната мрежа на страната е представена от 2365 реки с дължина над 1 km с обща дължина 8650 km и всички те принадлежат към водосборния басейн на река Волга. Волга е най-голямата река в Чувашия (127 km в нейните предели) и протича в северната и североизточната ѝ част. Нейни основни притоци са: Сура (с притоците си Бездна, Алатир, Кира и Меня), Цивил (около 3/4 от територията на страната попада в нейния водосборен басейн), Аниш и Кубня и Була (притоци на Свияга, десен приток на Волга). Подхранването на Чувашките реки е смесено с преобладаване на снежното. Пълноводието им е през пролетта, а маловодието през лятото, есента и зимата. Те замръзват обикновена през ноември, а се размразяват през април.
В Чувашия има над 3,6 хил. естествени и изкуствени езера с обща площ около 372 km2, като 70% са съсредоточени в източната ѝ част, а останалите – в северозападните райони. По-голямата част от естествените езера са крайречни, а останалите са карстови (Шихазанско, Сюткул и др.), разположени предимно на север. Най-голямото естествено езеро в Чувашия е Черното езеро (0,39 km2), разположено в долината на река Алатир. Изкуствените езера са значително повече от естествените, като най-големи са Куйбишевското водохранилище (в пределите на страната е неговата „опашка“) и Чебоксарското водохранилище (долната му част) на река Волга.
В северните части на Чувашия и по вододелните гърбици са разпространени ливадно-подзолистите и сивите горски почви (70% от цялата територия). Излужените черноземи (20%) са разпространени в долината на река Сура и в югоизточните райони на страната. Голяма част от Чувашия попада в зоната на лесостепите, а Марийската низина – в подзоната на южната тайга. Горите заемат 32% от територията на страната, като основните масиви са в басейна на река Сура и Марийската низина. Преобладават бор, смърч, бреза, дъб, липа. Животинският свят е представен от кафява мечка, вълк, лисица, рис, енотовидно куче, ондатра, белка, лос и др.

## Население
По данни от преброяването през 2002 г. на територията на републиката живеят представители на 106 националности, среди които две трети са чуваши и над една четвърт – руснаци:
- чуваши – 67,69%
- руснаци – 26,53%
- татари – 2,77%
- мордвинци – 1,22%
- украинци – 0,49%
- марийци – 0,27%
- други – 1,03%

Числеността на населението на Република Чувашия към 1 януари 2017 г. наброява 1 235 863 души. Почти три четвърти от градското население (71,8%) живее в градовете Чебоксари и Новочебоксарск.

## Административно-териториално деление
В административно-териториално отношение Република Чувашия се дели на 5 републикански градски окръга и 21 муниципални района. Има 9 града, в т.ч. 5 града с републиканско подчинение и 4 град с районно подчинение и 5 селища от градски тип.
| Административна единица      | Площ (km2) | Население (2017 г.) | Административен център | Население (2017 г.) | Разстояние до Чебоксари (в km) | Други градове и сгт с районно подчинение |
| ---------------------------- | ---------- | ------------------- | ---------------------- | ------------------- | ------------------------------ | ---------------------------------------- |
| Републикански градски окръзи |            |                     |                        |                     |                                |                                          |
| Чебоксари                    | 248        | 500 052             | гр. Чебоксари          | 489 498             |                                | Новие Лапсари, Сосновка                  |
| Алатир                       | 42         | 35 298              | гр. Алатир             | 35 298              | 195                            |                                          |
| Канаш                        | 19         | 45 501              | гр. Канаш              | 45 501              | 84                             |                                          |
| Новочебоксарск               | 51         | 126 382             | гр. Новочебоксарск     | 126 072             | 14                             |                                          |
| Шумерля                      | 13         | 29 553              | гр. Шумерля            | 29 553              | 112                            |                                          |
| Муниципални райони           |            |                     |                        |                     |                                |                                          |
| 1. Алатирски                 | 1940       | 14 875              | гр. Алатир             |                     | 195                            |                                          |
| 2. Аликовски                 | 554        | 15 882              | с. Аликово             | 3449                | 87                             |                                          |
| 3. Батиревски                | 994        | 34 496              | с. Батирево            | 5257                | 134                            |                                          |
| 4. Вурнарски                 | 1013       | 32 221              | сгт Вурнари            | 9967                | 91                             |                                          |
| 5. Ибресински                | 1201       | 23 519              | сгт Ибреси             | 7802                | 114                            | Буинск                                   |
| 6. Канашки                   | 981        | 35 698              | гр. Канаш              |                     | 84                             |                                          |
| 7. Козловски                 | 517        | 19 273              | гр. Козловка           | 8239                | 97                             |                                          |
| 8. Комсомолски               | 630        | 25 217              | с. Комсомолское        | 6105                | 115                            |                                          |
| 9. Красноармейски            | 456        | 14 279              | с. Красноармейское     | 5694                | 58                             |                                          |
| 10. Красночетайски           | 692        | 14 426              | с. Красние Четаи       | 4031                | 117                            |                                          |
| 11. Марпосадски              | 686        | 22 411              | гр. Мариински Посад    | 8755                | 36                             |                                          |
| 12. Моргаушки                | 845        | 33 009              | с. Моргауши            | 4527                | 48                             |                                          |
| 13. Порецки                  | 1117       | 12 606              | с. Порецкое            | 5436                | 151                            |                                          |
| 14. Урмарски                 | 598        | 22 992              | пос. Урмари            | 5427                | 82                             |                                          |
| 15. Цивилски                 | 791        | 36 023              | гр. Цивилск            | 14 328              | 37                             |                                          |
| 16. Чебоксарски              | 1332       | 62 242              | пос. Кугеси            | 12 809              | 14                             |                                          |
| 17. Шемуршински              | 799        | 12 596              | с. Шемурша             | 4122                | 160                            |                                          |
| 18. Шумерлински              | 1048       | 9127                | гр. Шумерля            |                     | 112                            |                                          |
| 19. Ядрински                 | 898        | 26 065              | гр. Ядрин              | 8451                | 79                             |                                          |
| 20. Ялчикски                 | 567        | 17 329              | с. Ялчики              | 4405                | 140                            |                                          |
| 21. Янтиковски               | 524        | 14 815              | с. Янтиково            | 3848                | 104                            |                                          |

## Икономика
Сред полезните изкопаеми с икономическо значение са фосфоритите, доломитите, торфа, стъклените пясъци, минералните бои.
Развити са машиностроенето и металообработването, химическата, леката и хранително-вкусовата промишленост, дърводобивът и дървообработването.
Отглеждат се животни за месо и мляко, произвежда се хмел и зърно.
| хиляди хектара | 874 | 799,9 | 770,6 | 693,1 | 551,3 | 571,9 | 574,7 |